# X–4 Bantam
A Northrop X–4 Bantam sugárhajtású, transzszonikus kísérleti repülőgép volt, melyet az Amerikai Egyesült Államokban fejlesztettek ki, az 1940-es évek végére. Feladata a csupaszárny-elrendezés vizsgálata volt hangsebesség közeli sebességnél (a repülőgépen nincsenek vízszintes vezérsíkok, ezek feladatát is a megfelelően kialakított szárny veszi át).